# Burg Unterhof
Die Burg Unterhof liegt direkt am Rheinufer in der Gemeinde Diessenhofen in der Schweiz und bildet mit ihrem markanten Turm den nordwestlichen Abschluss der Altstadt.

## Geschichte
Wer die Burg Unterhof errichtete, ist nicht belegt. Urkundlich erwähnt wurde sie erstmals 1185. Sie war der Sitz der Truchsessen von Diessenhofen. «Ritteradel des 13.–15. Jh. von Diessenhofen im Thurgau, Zweig der Herren von Hettlingen. Stammsitz war der Unterhof in Diessenhofen mit der dazugehörigen Vogtei Diessenhofen, Grabstätte die Kirche daselbst. Der erste Vertreter, Heinrich (belegt 1241–1290), Sohn Heinrichs von Hettlingen, sass ab 1247 als Truchsess der Grafschaft von Kyburg in Diessenhofen. Seine Beziehungen zum Kloster Salem (Baden, D) und andere Indizien weisen auf eine Heirat in den Hegauer Adel hin.»
Nach dem Tod von Hartmann IV. von Kyburg, dem letzten seines Geschlechts, ging die Burg 1264 an Rudolf von Habsburg über, der die Truchsessen von Diessenhofen in seinen Dienst übernahm. «Bis 1399 wurde die Burg durch den zweiteiligen Ostflügel (Nord-ost- und Süd-osttrakt) und den Palas ergänzt, sowie mit einer neuen Wehrmauer verstärkt. Mit der Übernahme des Städtchens Diessenhofen durch die Eidgenossen endete 1460 das Verwaltungsmandat der Truchsessen: Der Unterhof hatte seine Funktion als Sitz der Obrigkeit verloren.» 1408 wurde der Besitz Stück für Stück vom letzten verarmten Nachfahren, Hans Molli, veräussert. Die Burg kam in den Besitz der von Randegg (1474), dann der Ritter von Schellenberg (1627–1725) und dem Junker von Greuth, welcher sie 1725 an die Stadt Diessenhofen verkaufte. Diese richtete Wohnungen ein und verkaufte das Anwesen bald weiter, wo es unter anderem auch als Augenklinik genutzt wurde.

### Heutige Nutzung
1990 kaufte die Axa Versicherungen die Burg Unterhof und renovierte das Gebäude von Grund auf. Ab 2002 wurde es als Seminarhotel betrieben. Archäologische Funde sind im Haus ausgestellt. 2014 wurden der Seminarbetrieb eingestellt und das Anwesen an eine Schaffhauser Immobiliengesellschaft verkauft, die wieder Wohnungen im Hotelkomplex einrichtete. Der alte Burgteil wird weiterhin als Restaurant betrieben.